# Sant Julià de Llers
Sant Julià és una església del municipi de Llers (Alt Empordà) inclosa en l'Inventari del Patrimoni Arquitectònic de Catalunya.

## Descripció
Situada dins del nucli urbà de la població de Llers, a la banda de ponent del barri del Poble Nou, formant cantonada entre el carrer de l'Església i la plaça Major.
Es tracta d'una església de tres naus amb un absis semicircular capçat al nord-est. La nau central està coberta per una successió de voltes bufades, mentre que les laterals tenen el sostre pla al nivell de la planta baixa. Al pis, aquestes naus són cobertes amb voltes de mocador. L'absis també presenta una volta bufada i s'obre a la nau central mitjançant un gran arc de mig punt arrebossat i emblanquinat. Les naus laterals, en canvi, s'obren a la central mitjançant arcs rebaixats recolzats en pilars quadrats de pedra, amb les impostes motllurades. Els arcs de la part superior d'aquestes naus també són rebaixats, delimitats amb baranes. Als peus del temple hi ha el cor, comunicat per tots dos costats amb la part superior de les naus laterals, creant així un espai de circulació que arriba fins a l'absis. La il·luminació del temple es fa mitjançant grans obertures circulars amb vitralls, situades a la part superior de les naus laterals. La façana principal presenta un portal d'accés rectangular integrat dins d'un gran emmarcament de pedra. Al costat hi ha un gran òcul adovellat amb vitralls de colors. Damunt del portal hi ha una fornícula de mig punt bastida en pedra i, per sobre, un gran finestral rectangular amb vidre de pavès. A l'extrem sud-est del parament hi ha el campanar, de base quadrada i amb el coronament octogonal de pedra. Presenta quatre obertures de mig punt a la part superior i dues petites finestres rectangulars al cos, amb la coberta piramidal.
La construcció està arrebossada i emblanquinada.
La rectoria està adossada a la façana de migdia del temple. Es tracta d'un edifici cantoner de planta més o menys rectangular, format per dos cossos adossats alineats amb la façana de l'església, darrere dels quals hi ha un petit pati central envoltat de galeries. El cos principal presenta la coberta de teula de quatre vessants i està distribuït en planta baixa i pis. En general, les obertures són rectangulars amb els emmarcaments arrebossats. Destaca el portal d'accés principal, d'arc de mig punt adovellat amb els brancals fets de carreus. Al costat sud-oest del parament hi ha una terrassa oberta al nivell del pis. El petit pati és rectangular i està delimitat per quatre ales cobertes amb teulades d'un sol vessant, obertes a banda i banda mitjançant grans arcades de mig punt arrebossades i emblanquinades. La resta de la construcció també està arrebossada i emblanquinada.

## Història
Aquesta església ja apareix esmentada com a parroquial en el testament del comte Bernat Tallaferro de l'any 1020, en què llegà al monestir de Besalú la «parrochia sancti Iuliani de Lercio» però possiblement la seva existència és anterior. L'any 1459, la volta del temple romànic va ser restaurada degut al seu mal estat de conservació.
Ja al segle xviii, en un moment d'esplendor econòmic, va ser aixecada una nova església, destruïda al final de la Guerra Civil espanyola (1939). Actualment, l'únic vestigi que se'n conserva és un fragment de mur d'un metre d'alçada.
La nova església parroquial de Sant Julià fou construïda immediatament després de la guerra Civil en el Poble Nou de Llers, a càrrec de la institució "De Regions Devastades" dins del projecte de construcció ex novo del poble Nou de Llers fent ús de la mà d'obra dels presoners de guerra del bàndol republicà derrotats després de la Guerra Civil espanyola.